# Wilcze Błota
Wilcze Błota este o arie protejată (sit de importanță comunitară — SCI) din Polonia întinsă pe o suprafață de 8,98 ha, integral pe uscat.

## Localizare
Centrul sitului Wilcze Błota este situat la coordonatele 54°00′49″N 18°09′07″E / 54.0136°N 18.1519°E.

## Înființare
Situl Wilcze Błota a fost declarat sit de importanță comunitară în octombrie 2009 pentru a proteja 1 specie de animale.

## Biodiversitate
Situată în ecoregiunea continentală, aria protejată conține 1 habitat natural: Mlaștini împădurite.
La baza desemnării sitului se află o specie protejată de  pești: Rhynchocypris percnurus.